# Hatake Kakashi
Hatake Kakashi (Nhật: はたけ カカシ) là một nhân vật hư cấu trong loạt manga và anime Naruto do Kishimoto Masashi tạo ra. Xuyên suốt series, Kakashi là giáo viên của Đội 7 bao gồm: Uzumaki Naruto, Uchiha Sasuke và Haruno Sakura. Ban đầu, anh được miêu tả là một nhân vật tách biệt và thờ ơ, nhưng càng về sau, lòng trung thành mà anh dành cho bạn bè và học trò càng thể hiện rõ ràng hơn. Quá khứ của Kakashi nhiều lần được tiết lộ trong phần I, phần II và phần spin-off Kakashi Gaiden. Kakashi còn xuất hiện trên nhiều phương tiện truyền thông khác của Naruto bao gồm phim điện ảnh, OVA, và trò chơi điện tử.
Kishimoto ban đầu định diễn tả Kakashi là một giáo viên hà khắc nhưng cuối cùng lại quyết định tránh ý tưởng đó. Thay vào đó, tác giả thể hiện Kakashi là một người thầy rộng lượng để có thể trấn an học trò mình trong những tình huống khó khăn, đến mức khiến cho anh có những nét tính cách dịu dàng. Tạo hình của Kakashi khiến cho Kishimoto gặp khó khăn trong việc thể hiện cảm xúc nhân vật vì phần lớn khuôn mặt anh bị che. Trong phiên bản anime tiếng Nhật, Kakashi được lồng tiếng bởi Inoue Kazuhiko, còn phiên bản tiếng Anh thì do Dave Wittenberg lồng tiếng.
Nhiều ấn phẩm anime và manga đã ca ngợi và chỉ trích bản tính của Kakashi. Mặc dù anh bị ghi nhận là lặp lại khuôn mẫu nhân vật tách biệt trong shōnen manga, nhưng hai mặt thờ ơ và nghiêm túc của anh đã được khen ngợi. Kakashi cũng thường đạt vị trí cao trong một số cuộc thăm dò độc giả Naruto về độ nổi tiếng. Sản phẩm ăn theo nhân vật Kakashi bao gồm móc khóa, đồ chơi nhồi bông, và mô hình thu nhỏ phiên bản giới hạn.

## Sáng tạo và ý tưởng
Kishimoto Masashi ban đầu dự tính cho Hatake Kakashi ra mắt trong chương 2 của manga Naruto, xuất hiện trước các thành viên khác của Đội 7. Kakashi này ban đầu được thiết kế là một ninja vô tư nhưng kỹ năng điêu luyện, và thường kết thúc câu nói của mình bằng kính ngữ "de gozaru" trong các phiên bản tiếng Nhật của bộ truyện. Sau khi thảo luận với biên tập viên của mình, Kishimoto dời màn ra mắt này để ông có thời gian xây dựng Kakashi và các thành viên còn lại của Đội 7 tốt hơn. Dù vậy, Kakashi vẫn giữ được nhiều nét tính cách trong phiên bản gốc, chẳng hạn như dễ tính, không bối rối trước hành động của người khác và đôi mắt như thể đang ngái ngủ. Kishimoto cảm thấy rằng ý tưởng này khiến cho Kakashi trở thành một người hướng dẫn dễ gần và giúp cho những thành viên cá tính của Đội 7 giữ được sự đoàn kết. Trong thời gian đầu vẽ bộ manga, Kakashi được thiết kế như một samurai nhưng tác giả không chắc nhân vật này sẽ làm gì trong tác phẩm. Khi nghĩ về việc giáo viên của nhân vật chính sẽ cư xử như thế nào, Kishimoto có lúc hình dung Kakashi là một người trưởng thành thô lỗ. Tuy nhiên, ông không hài lòng với kiểu tính cách này nên soạn lại thành một người thoải mái hơn. Tác giả thấy khắc họa này thật buồn cười nhưng trong những tình huống nghiêm túc, ông vẫn thể hiện nhân vật đằng đằng sát khí. Giai đoạn sau của manga, Kakashi thay đổi cách nói chuyện của mình và tạo cho nó một cảm giác thoải mái, với sự tử tế kiểu phụ nữ. Không có một khuôn mẫu nào cho Kakashi, Kishimoto muốn tạo ra một giáo viên điềm tĩnh, luôn giúp đỡ học trò mình trong những tình thế khó khăn.
Kakashi đóng vai trò là sợi dây liên kết giữa các nhân vật chính khác trong series, vì vậy anh hiếm khi xuất hiện nổi bật trong những tranh vẽ quảng bá. Thay vào đó, anh xuất hiện ở phần nền trong khi học trò anh là trung tâm. Trong một cuộc phỏng vấn trên tạp chí Shōnen Jump, Kishimoto nói rằng nếu ông làm câu chuyện bổ sung từ manga với một nhân vật khác, thì đó sẽ là Kakashi. Đầu năm 2014, Kishimoto bình luận rằng ông muốn để lộ khuôn mặt của Kakashi, nhưng không chắc là điều này sẽ xuất hiện trong manga hay bộ phim điện ảnh sắp tới. Raikiri (雷切, Lôi Thiết) là một trong những nhẫn thuật nổi tiếng nhất của Kakashi, từng có một tên gọi khác nhưng tác giả đã quên. Tuy nhiên, ông thấy Raikiri là tên gọi phù hợp với nhẫn thuật hệ lôi. Tác giả quyết định thiết kế Kakashi có Sharingan (写輪眼, Tả Luân Nhãn) nhằm tạo cho nhân vật sự bí ẩn vì chỉ những thành viên của tộc Uchiha mới có thể sở hữu nhãn thuật này. Đến chương 16 của manga, Kishimoto quyết định lên ý tưởng về cách mà Kakashi lấy được Sharingan. Ông cũng nói thêm rằng khuôn mặt của Kakashi khó vẽ vì nó bị che bởi khăn bịt mặt. Tháng 4 năm 2015, Kishimoto lần đầu tiết lộ khuôn mặt của Kakashi trong một cuộc triển lãm.
Khi đặt tên cho nhân vật, Kishimoto cân nhắc một số khả năng: Kuwa (クワ, "cuốc"), Kama (カマ, "lưỡi hái"), Botan (ボタン, "hoa mẫu đơn"), Enoki (エノキ, "cây tầm ma"), và Kakashi (カカシ, "bù nhìn giữ ruộng"). Cuối cùng ông chọn "Kakashi" và đến giờ vẫn hài lòng với quyết định này. Để cho tên gọi này đúng như nghĩa của nó, bù nhìn giữ ruộng được sử dụng để đại diện cho Kakashi. Lấy ví dụ là Naruto đã sử dụng bù nhìn ăn mặc giống Kakashi để giúp cậu luyện tập chuẩn bị cho bài kiểm tra khả năng chiến đấu giữa hai người. Tương tự như vậy, bù nhìn đôi khi được thêm vào nền những cảnh mà Kakashi xuất hiện, như trường hợp của bìa manga Naruto tập 3.
Trong phiên bản hoạt hình tiếng Nhật chuyển thể từ manga, Kakashi được Inoue Kazuhiko lồng tiếng. Inoue cảm thấy bất ngờ về việc Kakashi được nhiều người yêu thích, và mong rằng mọi người hãy tiếp tục ủng hộ nhân vật. Trong một cuộc phỏng vấn, người lồng tiếng Anh cho Kakashi là Dave Wittenberg nhận xét rằng ông cảm thấy mình giống nhân vật ở chỗ là hay chỉ để một mắt mở, và thường nổi giận mỗi khi bị ngắt lời trong khi đọc. Ông cũng nói thêm rằng, điều ông thích ở Kakashi là mối quan hệ giữa anh với học trò mình, ghi nhận rằng anh là "một người rất tốt".

## Xuất hiện

### Trong Naruto

#### Phần I

Kakashi sử dụng Raikiri.

Hatake Kakashi là thủ lĩnh cấp bậc Jonin của Đội 7, bao gồm Uzumaki Naruto, Uchiha Sasuke và Haruno Sakura. Ấn tượng ban đầu về Kakashi là một người vô tư, không để ý gì tới giờ giấc và kết quả là thường xuyên trễ hẹn. Tuy nhiên, khi kiểm tra học trò mình, Kakashi thể hiện mình là đối thủ mạnh đến mức có thể vừa chiến đấu, vừa đọc tiểu thuyết đồi trụy Thiên đường tung tăng (イチャイチャ Icha Icha). Trong thế giới Naruto, Kakashi nổi tiếng vì khả năng sử dụng Sharingan nhận được từ người đồng đội cũ của mình là Uchiha Obito. Kakashi được tôn vinh là ninja có thể sao chép hơn một nghìn nhẫn thuật, khiến cho anh nhận được biệt danh "Kakashi Ninja Sao chép" (コピー忍者のカカシ, Kopī Ninja no Kakashi) và "Sharingan của Kakashi" (写輪眼のカカシ Sharingan no Kakashi). Nhãn thuật Sharingan ban cho anh khả năng bắt chước chuyển động và nhẫn thuật của ninja khác. Mặc dù hầu hết kỹ năng của Kakashi đều lĩnh hội từ Sharingan nhưng bản thân anh cũng tự phát minh ra Chidori (千鳥 Thiên Điểu) và biến thể Raikiri của nó. Raikiri là nhẫn thuật sử dụng bằng cách tập hợp chakra hệ lôi vào một tay, kết hợp với nhãn lực của Sharingan để khóa mục tiêu. Khi lần đầu thành lập Đội 7, Kakashi chỉ thực sự thừa nhận thành viên mà mình phụ trách là học trò khi họ dám đặt tinh thần đồng đội trên cả luật lệ mà anh đưa ra. Kakashi tiếp tục truyền dạy triết lý này cho Sasuke trong suốt phần I, nhưng đáng tiếc là cậu không chịu tiếp thu và đã đào tẩu khỏi làng Lá. Thời thơ ấu, Kakashi luôn được Might Guy xem là đối thủ nhưng anh chưa bao giờ cảm thấy hứng thú trong những lần thách đấu với Might Guy.

#### Kakashi Gaiden

Đội của Namikaze Minato (trên): Nohara Rin (trái), Uchiha Obito (giữa) và Hatake Kakashi (phải) thời thơ ấu

Quá khứ của Kakashi được tiết lộ trong Kakashi Gaiden, một tập hợp gồm 6 chương nằm giữa phần I và phần II trong manga. Kakashi là con trai của Hatake Sakumo – một trong những ninja mạnh nhất mà làng Lá từng sản sinh – nổi tiếng khắp thế giới ninja với biệt danh "Nanh trắng của làng Lá". Bản thân Kakashi cũng là một thần đồng và trong suốt những năm ở học viện ninja, cậu được ca ngợi là người giỏi nhất trong thế hệ của mình. Cha cậu từng vì đồng đội mình mà sẵn sàng thất bại trong một nhiệm vụ, hậu quả là ông chẳng những không được khen ngợi mà còn bị khinh rẻ đến mức phải tự sát. Vì điều đó, Kakashi lúc bé đã áp dụng triết lý rằng thành công trong nhiệm vụ là ưu tiên hàng đầu, trên cả lợi ích của đồng đội. Kakashi được giáo viên của mình là Namikaze Minato giao cho nhiệm vụ mà có thể thay đổi cục diện chiến tranh lúc bấy giờ theo hướng có lợi cho làng Lá. Khi đồng đội của Kakashi là Nohara Rin bị ninja làng Đá bắt giữ, một đồng đội khác là Uchiha Obito đã thuyết phục Kakashi giải cứu cô bé. Sau một hồi do dự, Kakashi quyết định tham gia giải cứu Rin cùng với Obito. Khi tìm thấy Rin, họ đã giao chiến với một ninja nhưng không may là nhẫn thuật hang động của kẻ địch đã đè nát nửa thân phải của Obito. Theo nguyện vọng trước lúc hi sinh của mình, Obito yêu cầu Rin cấy Sharingan mới thức tỉnh được của cậu vào hốc mắt bị tổn thương của Kakashi để làm quà chia tay. Với con mắt mới được cấy vào, Kakashi cùng Rin chạy thoát khỏi hang động đang sụp đổ và hoàn thành nhiệm vụ.
Không lâu sau, Rin bị ninja làng Sương mù bắt cóc và bị biến thành Jinchuriki Tam Vĩ. Vì điều này, Rin yêu cầu Kakashi kết liễu cô để cô không phải trở thành vũ khí sống hủy diệt làng Lá, nhưng Kakashi không thực sự muốn làm điều này. Cuối cùng, cô ép bản thân tự sát bằng cách dùng thân mình đâm vào Raikiri của Kakashi. Sự kiện này về sau được tiết lộ là âm mưu do Uchiha Madara dàn dựng để hủy hoại tinh thần của Obito.

#### Phần II
Một đoạn hồi tưởng có trong anime Naruto Shippuden đề cập đến những gì mà Kakashi phải chịu đựng trong chiến tranh khi anh trở thành đặc nhiệm Ám Bộ. Anh làm công việc này trong khoảng thời gian mà Minato đảm nhận chức vụ Hokage. Đoạn phim này cũng đề cập đến ảnh hưởng của Minato đã khiến anh trở thành thành viên của đội Ám Bộ. Sau khi thôi việc ở Ám Bộ, Kakashi được đề nghị trở thành người hướng dẫn genin nhưng chỉ có Đội 7 là đội đầu tiên được anh chấp nhận huấn luyện.

Mangekyo Sharingan của Kakashi

Phần II lấy mốc thời gian là khoảng 2 năm rưỡi kể từ phần I, Kakashi tái thành lập Đội 7. Có một khoảng thời gian trong quá khứ, Kakashi lĩnh hội được Mangekyo Sharingan (万華鏡写輪眼, Vạn Hoa Đồng Tả Luân Nhãn) khi chứng kiến cái chết của người thân yêu nhất, với anh là Rin. Anh đã mài giũa nhãn thuật này để thuần thục khả năng của nó là "kamui" cho phép anh dịch chuyển bất kỳ đối tượng nào đến chiều không gian khác. Bởi vì học trò anh lúc này có thể tự lo cho bản thân, nên Kakashi đóng một vai trò tích cực trong những trận chiến, đặc biệt là trận chiến với tổ chức tội phạm Akatsuki. Khi thủ lĩnh Akatsuki, Pain, tấn công làng Lá, Kakashi đã giao chiến với chúng nhưng thất bại, và qua đời vì cạn kiệt chakra. Tuy nhiên, sau khi đánh bại hết phân thân của Pain, Naruto gặp người điều khiển chúng là Nagato và đàm phán. Nagato quyết định sử dụng toàn bộ sức mạnh còn sót lại của mình để hồi sinh tất cả những người đã thiệt mạng trong trận chiến, bao gồm cả Kakashi. Sau một cuộc chạm trán ngắn với Tobi, thủ lĩnh thật sự của Akatsuki, Kakashi trở thành một trong những chỉ huy của cuộc chiến chống lại đội quân của Tobi. Trong một trận chiến, khi Naruto và Killer Bee chiến đấu chống lại Tobi và lực lượng của y, Kakashi và Guy đến để trợ chiến. Trong cuộc đụng độ, Kakashi biết rằng Tobi chính là Obito, thực ra vẫn còn sống sau khi tưởng rằng anh ta đã chết. Obito tuyên bố rằng anh sẽ phá hủy trật tự thế giới vì những gì mà nó gây ra cho bạn bè anh. Kakashi vô cùng choáng váng và kinh hoàng trước hành động của Obito. Mặc dù cảm thấy bản thân có lỗi vì đã phần nào khiến cho Obito thành ra như thế, nhưng Naruto đã động viên Kakashi tiếp tục chiến đấu, và trận chiến kết thúc bằng việc Kakashi đâm xuyên qua người Obito trong chiều không gian của kamui.
Obito chưa chết, thoát ra khỏi không gian, và trở thành Jinchuriki Thập Vĩ nhưng bị Naruto và Sasuke đánh bại với sự trợ giúp của liên minh ninja. Kakashi quay trở lại thế giới thực từ chiều không gian kamui, định giết Obito, nhưng tha tội vì Obito đã hối lỗi. Khi Naruto gần như bị Madara giết, Kakashi cùng với Obito hợp lực để cứu Naruto bằng cách dịch chuyển cậu tới chiều không gian khác để Obito chữa trị. Sau khi Kakashi mất Sharingan, Naruto sử dụng nhẫn thuật mới học được để phục hồi lại con mắt của anh. Lúc Obito hi sinh, Kakashi tạm thời nhận thêm chakra của Obito và hoàn thiện Mangekyo Sharingan để có thể sử dụng Susanoo giúp Đội 7 đánh bại Kaguya, nhân vật phản diện cuối cùng của series Naruto. Sau khi chiến tranh kết thúc, Kakashi trở thành Hokage đệ lục, kế nhiệm Tsunade. Hành động đầu tiên khi anh nắm giữ chức vụ này là ân xá cho Sasuke. Kakashi nắm giữ chức vụ Hokage trong nhiều năm trước khi giao nó cho Naruto, như đã tiết lộ trong phần kết.

### Trong những tác phẩm khác
Kakashi cũng xuất hiện trong trong mười bộ phim điện ảnh thuộc series Naruto. Trong bộ phim đầu tiên, anh chiến đấu với Rouga Nadare và đánh bại y. Trong bộ phim thứ ba, Kakashi chiến đấu với ninja đánh thuê Ishidate đến bế tắc, sau đó anh đổi chiến thuật làm người đánh lạc hướng bằng cách chiến đấu với binh lính của nhân vật phản diện Shabadaba. Trong bộ phim thứ tư, anh chiến đấu với một binh đoàn người đá. Trong bộ phim thứ năm, Kakashi được cử đi cùng Nara Shikamaru, Sai, và Aburame Shino để điều tra căn cứ của Thiên Quốc. Trong bộ phim thứ sáu, khi hiểm họa chiến tranh rình rập làng Lá, Kakashi nhận nhiệm vụ cảm tử là đánh bại ninja lưu vong tên là Hiruko, kẻ muốn lấy Sharingan của anh; lúc anh định hi sinh mạng sống vì nhiệm vụ, Naruto và Sakura đã ngăn cản anh. Trong bộ phim thứ bảy, Naruto quay ngược thời gian 20 năm về trước và gặp Kakashi lúc nhỏ, lúc đó là thành viên của đội gồm có Minato, Aburame Shibi, và Akimichi Chōza đang làm nhiệm vụ ngăn chặn âm mưu của kẻ phản diện Anrokuzan. Trong bộ phim thứ tám, anh đóng vai trò như một phần của kế hoạch giam Naruto vào ngục trước khi giúp cậu giải thoát. Trong bộ phim thứ chín, Kakashi ở thế giới khác có tính cách y hệt như Might Guy ở thế giới thật khiến cho Sakura thất vọng. Trong bộ phim thứ mười, anh đóng vai trò là Hokage đệ lục, giúp đỡ làng Lá trong lúc Naruto đi vắng. Ngoài ra, anh còn xuất hiện với vai khách mời trong phim Boruto – Naruto hậu sinh khả úy, khi đánh thức ảnh phân thân đang uể oải của Naruto bằng cách cầm cuốn sách gõ vào đầu.
Kakashi có mặt trong cả bốn OVA sản xuất cho series: trong OVA đầu tiên, anh giúp Naruto và Sarutobi Konohamaru tìm cỏ bốn lá; trong OVA thứ hai, anh cùng với Đội 7 hộ tống ninja Shibuki về làng; trong OVA thứ ba, anh tham gia vào một giải đấu; trong OVA thứ tư, anh làm việc cùng Đội 7. Một bộ light novel có tựa đề Kakashi Hiden – Hyōten no Ikazuchi do Higashiyama Akira viết và Kishimoto minh họa, kể về những ngày đầu Kakashi được bổ nhiệm làm Hokage đệ lục. Anh đã trải qua những nhiệm vụ như ngăn chặn kế hoạch khủng bố do một cặp ninja làng Sương mù tiến hành, chúng muốn chiếm quyền kiểm soát một con tàu trên không để chuẩn bị cho cuộc vượt ngục của một tên tội phạm khét tiếng. Trong quá trình làm nhiệm vụ, anh cũng tìm hiểu về bi kịch của cặp đôi này. Trong phần hậu truyện của Naruto Shippuden là Boruto – Naruto hậu sinh khả úy, Kakashi hiếm khi xuất hiện cho đến khi kiểm tra những nhân vật chính trẻ tuổi xem liệu họ có thể trở thành ninja không.
Kakashi là nhân vật góp mặt trong tất cả tựa game Naruto, bao gồm series Naruto: Gekitō Ninja Taisen! và Naruto: Narutimate Series. Trong một số game, anh có thể sử dụng Sharingan trong chiến đấu, và có một số game cho phép nhân vật sử dụng trang phục Ám Bộ.

## Đón nhận
Kakashi luôn nằm trong top 5 nhân vật được yêu thích nhất trong những cuộc thăm dò chính thức của Weekly Shōnen Jump, anh nhiều lần dẫn đầu trong các cuộc thăm dò này. Trong cuộc thăm dò năm 2011, anh đứng thứ 3, với Uzumaki Naruto và Uchiha Sasuke giành được 2 vị trí cao nhất. Tại Lễ trao giải Anime năm 2006 của About.com, Kakashi giành chiến thắng ở hạng mục "Nhân vật nam phụ xuất sắc nhất". Trong một cuộc bình chọn của Oricon về "sư phụ trong manga", Kakashi đứng thứ ba với 8.4% phiếu bầu. Sản phẩm ăn theo nhân vật Kakashi cũng được phát hành, bao gồm đồ chơi nhồi bông, móc khóa, và mô hình thu nhỏ phiên bản giới hạn.
Nhiều ấn phẩm dành cho manga, anime, trò chơi điện tử, và phương tiện truyền thông khác đã đưa ra lời khen ngợi và chỉ trích Kakashi. Christopher A. Born khen ngợi việc Kakashi dạy Đội 7 về tinh thần đồng đội, ngay cả khi phải phá vỡ quy tắc, để củng cố giá trị Nho giáo về "tầm quan trọng của lòng nhân từ và tương trợ lẫn nhau". IGN ghi nhận tính hai mặt trong tính cách của Kakashi: nghiêm túc trong chiến đấu và vẻ mặt thoải mái, thờ ơ khi đối diện với học trò mình, nhưng thừa nhận rằng anh là một trong những nhân vật được yêu thích nhất series. Họ cũng bình luận rằng Kakashi là một trong những nhân vật được cosplay nhiều nhất tại các hội chợ anime. Active Anime khen ngợi năng lực của Kakashi, ghi nhận rằng anh thuộc diện nhân vật ẩn giấu những tính cách và bí mật. T.H.E.M. Anime Reviews chê Kakashi là kiểu "Người bí ẩn" khuôn mẫu thường thấy trong shōnen manga khác, nhưng ca ngợi anh "thú vị hơn nhiều" so với bộ ba nhân vật chính, và cảm thấy series nên đổi tên thành "Kakashi". Dani Moure của Mania Entertainment thích cách mà Kakashi phù hợp với Đội 7, vì anh là "nhân vật vui nhộn ở chỗ có vẻ như không bận tâm về điều gì nhưng thực ra lại rất thạo nghề của mình." Chris Beveridge từ trang web Mania Entertainment nhận xét rằng Kakashi là nhân vật mà ông yêu thích trong Naruto vì tính cách của anh, và khen ngợi cuộc chiến chống lại Pain, đồng thời nói thêm rằng sau phần kết thúc, Kakashi có "một khoảnh khắc rất nhân văn". Mangaka Togashi Yoshihiro nhận thấy trận chiến đầu tiên của Kakashi với học trò là một trong những khoảnh khắc đầu tiên của series gây ấn tượng với ông, vì sự chênh lệch sức mạnh giữa họ được thể hiện ở chỗ Kakashi có thể vừa đọc sách, vừa chiến đấu. IGN xếp Kakashi là nhân vật anime vĩ đại thứ 15 mọi thời đại, nói rằng "anh là một nhân vật phức tạp, với thiết kế nhân vật mang tính biểu tượng và thái độ thoải mái nhưng toát lên vẻ ngầu." Amy McNulty từ Anime News Network đánh giá cao cuộc chiến giữa Kakashi và Obito do cảnh phim hoạt hình của nó và sự tham chiếu đến thời thơ ấu của hai đấu sĩ. Năm 2014, IGN liệt kê anh là nhân vật Naruto tốt nhất khi series kết thúc.
Hình ảnh của Kakashi trong Boruto – Naruto hậu sinh khả úy nhận nhiều phản hồi tiêu cực từ Anime News Network. Cách cư xử thô lỗ của anh trong kỳ thi tốt nghiệp ninja bị nhiều người đánh giá chỉ trích vì Boruto không đáng bị đối xử tệ như vậy. Trong bài đánh giá khác của Anime News Network, họ chỉ trích lời khuyên tồi tệ mà Kakashi dành cho Sasuke khi học trò cũ của anh cố gắng gắn kết với Sarada.